# 铁山寺国家森林公园
铁山寺森林公园是位于中国江苏省淮安市盱眙县南部的一座森林公园，毗邻安徽省来安县和明光市。铁山寺一带为低山丘陵地形，海拔最高点接近200米，中间9平方公里的天泉湖。山上森林覆盖率较高，以次生阔叶林为主，植物种类体现暖温带向亚热带过渡的特色。此外还设有中国科学院紫金山天文台盱眙观测站，以及复建的铁山禅寺。